# 烏克蘭希臘禮天主教利沃夫總教區
烏克蘭希臘禮天主教利沃夫總教區（拉丁語：Archieparchia Leopolitana Ucrainorum）是烏克蘭一個東儀天主教總教區（烏克蘭希臘禮），下轄三個教區。

## 基本資料
範圍包括烏克蘭利沃夫州中部。2010年有教友755,821人（佔轄區人口70.7%）、277個堂區、399名司鐸。現任總主教為伊戈尔·沃茲尼亞克。

## 歷史
1539年原來來自加利奇的正教教座遷至利沃夫，1700年與教宗恢復共融。1807年2月22日升為總教區，1963年12月23日升為大總教區。2004年12月28日大總主教遷至基輔，2011年11月21日恢復教省總教區地位。